# GJB2
GJB2 es un gen humano que se encuentra situado en el brazo largo del cromosoma 13 (13q11-q12), entre las bases 20.761.601 y 20.767.113. Codifica una proteína denominada conexina 26. Se conocen diferentes mutaciones que afectan a este gen y producen enfermedad en humanos, una de ellas es la sordera no sindrómica, es decir sordera de origen genético que no se asocia a anomalías en otros órganos y puede transmitirse a la descendencia.

## Enfermedades asociadas
Existen varias enfermedades que pueden estar asociadas a una mutación en el gen GJB2:
- Síndrome de Bart-Pumphrey.
- Sordera no sindrómica.
- Síndrome de queratitis ictiosis ceguera.
- Síndrome de queratitis ictiosis sordera, también llamado Síndrome KID.[2]
- Síndrome de Vohwinkel.